# Cidade das Esmeraldas
A Cidade das Esmeraldas é a capital da fictícia Terra de Oz na série de livros do L. Frank Baum, primeiramente descrita em The Wonderful Wizard of Oz (1900).

## Descrição
Localizado no centro da Terra de Oz, a Cidade das Esmeraldas é o fim da famosa Estrada dos tijolos amarelos, que começa em Munchkin. No centro da Cidade das Esmeraldas está o Palácio Real de Oz.
No primeiro livro, O Mágico de Oz (1900), as paredes são verde, mas a cidade em si não é. No entanto, quando entram, todos na Cidade das Esmeraldas tem que usar óculos da cor verde; isso é explicado como um esforço para proteger os olhos do "brilho e da glória" da cidade, mas na verdade faz com que tudo aparecem em verde quando é, na verdade, "não mais verde do que qualquer outra cidade". Esta é mais uma "farsa" criada pelo Mágico. Neste livro, o Mágico descreve a cidade como tendo sido construído para ele dentro de poucos anos depois que ele chegou. Foi ele quem decretou que todos na Cidade das Esmeraldas devem usar óculos verdes, uma vez que a primeira coisa que ele notou sobre Oz depois que desembarcou em seu balão, foi como verde e agradável o país era.
No segundo livro, The Marvelous Land of Oz (1904), no entanto, os personagens são obrigados a usar os óculos no início, mas na metade do livro, os óculos não aparecem mais e nenhuma menção é feita ao brilho, mas a cidade ainda é descrita como verde. Isto é continuado ao longo da série. As únicas alusões à concepção anterior apareceu em The Road to Oz (1909), onde o pequeno Guarda dos Portões usa óculos verdes, o único personagem a fazê-lo. Ao longo do livro o Espantalho explica que o Mágico havia usurpado a coroa de Pastoria, o ex-rei da cidade, e do Mágico a coroa passou para ele. O livro depois se foca em encontrar o legítimo herdeiro da coroa da cidade. Princesa Ozma é a herdeira do rei, embora tanto ela quanto o rei original foram transformados em governantes de toda Oz. No entanto, depois em Dorothy and the Wizard in Oz (1908), ocorre uma contradição: a história reafirma que o Mágico construiu a cidade, com as quatro bruxas malvadas tendo usurpado o poder do rei antes da chegada do Mágico.
Os livros de Oz descrevem a Cidade das Esmeraldas como sendo construída de vidro verde, esmeraldas e outras jóias. Nos livros anteriores, ela foi descrita como completamente verde, mas nos mais recentes, verde era apenas a cor predominante; os edifícios foram decorados com ouro, bem como as pessoas adicionaram outras cores para suas roupas.
No primeiro livro, uma cena na Cidade das Esmeraldas é de particular importância no desenvolvimento de Oz: Dorothy vê fileiras de lojas, vendendo artigos verdes de cada variedade, e um vendedor que vende limonada verde, de quem as crianças comprou-o com moedas de um centavo verde . Isto contradiz com a descrição posterior de Oz, em que o dinheiro não existe no reino. Os intérpretes têm argumentado que o Mágico pode ter introduzido o dinheiro na cidade, embora isto não esteja no texto.
The Emerald City of Oz (1910), o sexto livro da série Oz, descreve a cidade como tendo exatamente 9654 edifícios e 57,318 cidadãos.

## Adaptações e ilusões
Cidades como Sydney, Austrália, tem sido apelidadas de Cidade das Esmeraldas. A cidade americana de Seattle, Washington tem usado "A Cidade das Esmeraldas", como seu apelido oficial desde 1982. Há também uma bebida conhecida como "Emerald City" que está associada com a cidade de Seattle. Eugene, Oregon também é conhecido como a Cidade das Esmeraldas, e a região tem sido conhecido como o Império das Esmeraldas desde 1928.

### Filmes, televisão e teatro
- A Cidade das Esmeraldas aparece no O Mágico de Oz (1939).
- Aparece na série de televisão O Mágico de Oz (1990). Após a Bruxa Má do Oeste ser ressuscitado por seus leais macacos alados, ela lança um feitiço sobre a Cidade das Esmeraldas.
- A série de prisão da HBO, Oz, ocorre principalmente na unidade experimental Emerald City (coloquialmente chamada de EM City), na fictícia Oswald Penitenciária Estadual, em algum lugar em Nova Iorque.
- A Cidade das Esmeraldas pode ser vista na série de sucesso da ABC, Once Upon a Time.
- Uma "Cidade Central" é um dos principais locais na mnissérie de Sci Fi Tin Man (2007), que é uma re-imaginação do mundo de Baum e alude vários locais de Oz. Por exemplo, a "zona exterior" (OZ) é descrito como uma versão sombria do belo mundo de Oz.[15] A Cidade Central é completamente gerada por computador, um dos maiores para uma série de televisão na época, de acordo com Michael Joy, designer de produção.[16] O seu design cênico carregado de elementos steampunk, presta homenagem visual a Blade Runner (1982), de acordo com o co-criador Craig van Sickle.[17]
- Em julho de 2014, a Baby Gumm Productions apresentou Emerald City - a play musical no Toronto Fringe Festival. O show é um musical jukebox que mostra Dorothy e seus amigos em uma terapia de grupo com o Dr. Oz, psiquiatra.

### Literatura
Nos romances de Oz revisionistas de Gregory Maguire, a Cidade das Esmeraldas é um lugar muito mais sombrio do que nos romances de Baum. Ela tem esplêndidos palácios e jardins, mas também bairros cercados de crime e pela pobreza. Son of a Witch introduz Southstairs, uma extensa prisão política localizada nas cavernas abaixo da Cidade das Esmeraldas. Os vidros verdes usados pelos cidadãos são muitas vezes utilizados como uma forma de impedi-los de ver o que está acontecendo ao seu redor.

### Video game
No video game, Emerald City Confidential (2009), retrata a Cidade das Esmeraldas como um lugar de film noir com detectives privados, corrupção generalizada, chefes da máfia, traficantes e advogados corruptos. Define-se 40 anos após os acontecimentos de O Mágico de Oz, e descreveu-se como "Oz, visto através dos olhos de Raymond Chandler".